# ویلیام هالووز میلر
پروفسور ویلیام هالووز میلر (به انگلیسی: William Hallowes Miller) FRS (انجمن سلطنتی) HFRSE (انجمن سلطنتی ادینبورگ) LLD DCL (۶ آوریل ۱۸۰۱ – ۲۰ مه ۱۸۸۰) کانی‌شناس ولزی بود و پایه‌های بلورنگاری مدرن را بنا نهاد.
شاخص‌های میلر به نام او نامگذاری شده‌اند، روشی که در کتاب بلورنگاری (Crystallography ,1839) او شرح داده شده‌است. این شاخص‌ها در درک بسیاری از پدیده‌های علم مواد مفید هستند.

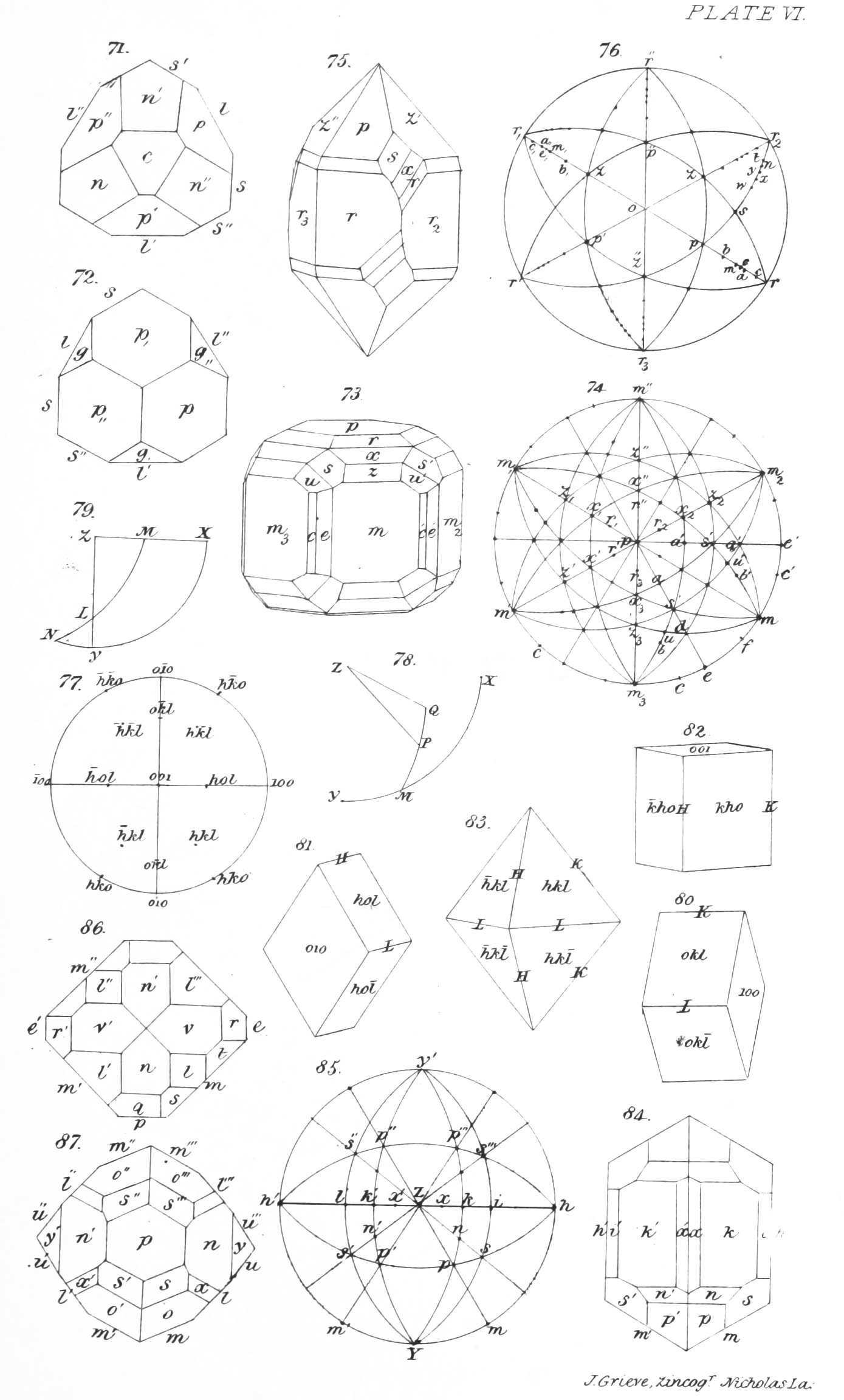
نمونه‌ای از شاخص‌های میلر

ماده معدنی معروف به میلریت نیز به نام او نامگذاری شده‌است.

## زندگینامه
میلر در سال ۱۸۰۱ در Velindre نزدیک لندووری، کارمارتنشر، ولز جنوبی متولد شد. پدر او در جنگ آمریکا خدمت کرده بود و عضوانجمن‌های خانواده نظامی بودند.
پس از دریافت تحصیلات خود در مدارس خصوصی، او در دانشگاه کمبریج تحصیل کرد، جایی که در سال ۱۸۲۶ به عنوان پنجمین منازعه گر فارغ‌التحصیل شد. او در سال ۱۸۲۹ به عضویت همان دانشگاه درآمد. برای چند سال میلر به عنوان معلم خصوصی دانشگاه مشغول شد و در این مدت رساله‌هایی در مورد هیدرواستاتیک و هیدرودینامیک منتشر کرد.
میلر همچنان به بلورنگاری توجه ویژه ای داشت و در ۳۱ سالگی با استعفای ویلیام هیول در سال ۱۸۳۲ موفق به کسب مقام استاد کانی‌شناسی دانشگاه کمبریج شد و تا سال ۱۸۷۰ این سمت را داشت.
میلر دانش آموزی کوشا و عاشق علم، با حافظه ای منحصر به فرد دقیق و طولانی، دانش فوق العاده وسیعی از فلسفه طبیعی داشت; اما در کریستالوگرافی، شاخه‌ای از علم خاص او بود که شهرت بزرگ با آن به دست آورد. میلر با شروع از مقدماتی که قبلاً توسط ویول و نویمان ایجاد شده بود، سیستمی از کریستالوگرافی را توسعه داد که بسیار ساده تر، متقارن‌تر و با محاسبات ریاضی سازگارتر از هر سیستمی بود که تاکنون ابداع شده بود. سیستم او عباراتی را ارائه می‌دهد که برای حل تمام مسائلی که یک کریستال می‌تواند ارائه کند، و آنها را به شکلی ارائه می‌دهد که به یکباره حس تقارن و تناسب ریاضیدان را جلب می‌کند.
کار اصلی میلر، در مورد بلورنگاری، در سال ۱۸۳۹ منتشر شد. او در سال ۱۸۳۸ به عضویت انجمن سلطنتی انتخاب شد و در سال ۱۸۷۰ مدال سلطنتی را دریافت کرد. او در سال ۱۸۷۴ به عنوان عضو افتخاری انجمن سلطنتی ادینبورگ انتخاب شد.
در سال ۱۸۴۳، میلر با انتصاب در کمیته پارلمانی که مربوط به تهیه استانداردهای جدید قد و وزن در نتیجه تخریب استانداردهای قدیمی در آتش زدن مجالس پارلمان در سال ۱۸۳۴ بود، به حوزه جدیدی وارد شد. مسئول ساخت استاندارد جدید وزن است. در سال ۱۸۷۰ او به کمیسیون بین المللی دو متر منصوب شد.
در سال ۱۸۷۶ ضعیف شدن سلامتی او شروع شد. او در پاییز در اثر سکته مغزی خفیف، فلج شد و پس از کاهش تدریجی قوای حیاتی، در ۲۰ می ۱۸۸۰ در کمبریج انگلستان درگذشت.
قبل از کار بر روی کریستالوگرافی که در بالا ذکر شد، میلر کتابهای درسی مختصر اما ارزشمندی در مورد هیدرواستاتیک و هیدرودینامیک منتشر کرده بود. او تا حد زیادی به انتشارات علمی کمک کرد، کمتر از ۴۵ مقاله در «کاتالوگ انجمن سلطنتی» ثبت کرد . او همچنین سهم بسیار زیادی در ویرایش جدید «مقدمه ابتدایی بر کانی‌شناسی» نوشته ویلیام فیلیپس - «یادبودی به نام میلر» داشت، اگرچه او تقریباً به آن اشاره کرد. این نام را از آن حذف کردم»

## شخصیت
میلر مردی کوتاه قد و نسبتاً چهارگوش، با چهره ای گرد، حالتی آرام داشت. 
میلر تا حدی سخاوتمند و مهمان نواز بود، اما در شیوه زندگی خود به طرز قابل توجهی بدون تجمل بود. نبوغ او در ساختن دستگاه های دقیق و شگفت آور از مواد ساده و اغلب خانگی قابل توجه بود. در حالی که او مسافرت زیادی نمی‌رفت، آشکارا از سفرهای خود به پاریس برای جلسات کمیسیون متر لذت می برد و به طور منظم در تیرول ایتالیا تعطیلات می گذراند، جایی که به سادگی از مناظر لذت می برد در حالی که همسرش آن را ترسیم می کرد.

## خانواده
بر اساس اساسنامه‌ای، در سال ۱۸۴۱ به منظور حفظ کمک هزینه تحصیلی خود، مدرک دکترای خود را دریافت کرد، اما با ازدواج با هریت سوزان مینتی (به انگلیسی:Harriet Susan Minty) در سال ۱۸۴۴ آن را ترک کرد. آنها دو پسر و چهار دختر داشتند، اما یکی از پسران و دو نفر از دختران قبل از پدرشان مردند.

## دستاورد‌ها
افتخارات زیادی نصیب میلر در زمان حیاتش شد. او رئیس انجمن فلسفی کمبریج (۱۸۵۷-۱۸۵۹) و وزیر امور خارجه انجمن سلطنتی (۱۸۵۶-۱۸۷۳) بود که در سال ۱۸۷۰ مدال سلطنتی دریافت کرد. وسعت استثنایی دانش علمی میلر توسط معاصرانش به رسمیت شناخته شد.

## عضویت‌ها
ویلیام هالووز میلر عضو انجمن سلطنتی، آکادمی علوم و هنر آمریکا، آکادمی علوم روسیه و آکادمی سلطنتی علوم پروس بود. او یکی از اعضای کمیته و همچنین در کمیسیون سلطنتی بود که بر این استانداردهای جدید نظارت می کرد.

## فعالیت های علمی

### شاخص میلر
شاخص میلر (به انگلیسی: Miller Index) در بلورشناسی روشی برای مشخص کردن صفحات در شبکه براوه است. به‌طور مشخص خانواده‌ای از صفحات بلوری با سه عدد صحیح k, h و l مشخص می‌شوند که به صورت (hkl) نوشته می‌شود.
به‌طور خاص، میلر یک گروه از شبکه‌های سطوح هموار را با سه عدد صحیح  k, h و l مشخص می‌کنند. (توجه داشته باشید که سطوح هموار همیشه بر خطوط ترکیبی که مستقیم به شبکه‌های بردار عمود نیست زیرا بردارهای شبکه متقابل نیاز به عمود بودن را ندارد) اعدادصحیح معمولاً در ساده‌ترین شرایط نوشته می‌شوند، براساس قرارداد اعداد صحیح منفی توسط یک نوار ۳*۳ نوشته می‌شود. به عنوان مثال بزرگ‌ترین مقسوم علیه مشترک آن‌ها باید یک باشد. همچنین چندین نمادهای مرتبط وجود دارد: نماد {hkl} مجموعه‌ای از شبکه‌هایی را نشان می‌دهد که توسط تقارن شبکه مساوی با (hkl) هستند.

## نوشته‌های برگزیده
- ویلیام هالووز میلر (۱۸۳۱) عناصر هیدرواستاتیک و هیدرودینامیک
- ویلیام هالووز میلر (۱۸۳۳) یک رساله ابتدایی در مورد حساب دیفرانسیل

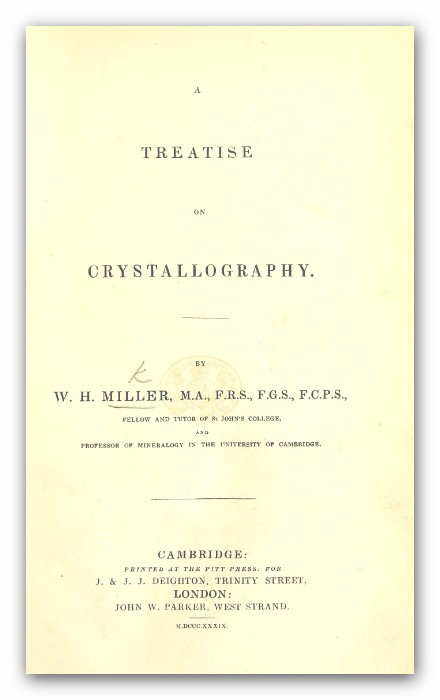

- ویلیام هالووز میلر (۱۸۳۹) رساله ای در مورد کریستالوگرافی
- ویلیام فیلیپس، ویلیام هالووز میلر و هنری جیمز بروک (1852) مقدمه ای ابتدایی بر کانی‌شناسی
- ویلیام هالووز میلر (۱۸۶۳) تراکتی در مورد کریستالوگرافی

چاپ جدید (۱۸۵۲) مقدمه ابتدایی ویلیام فیلیپس بر کانی شناسی اثر اچ جی بروک و دبلیو اچ میلر کتابی کاملاً جدید بود که عمدتاً همانطور که بروک در مقدمه بیان می کند توسط میلر نوشته شده بود و نشان دهنده سهم اصلی او در کانی شناسی است. این شامل حجم وسیعی از داده های گونیومتریک دقیق ارائه شده توسط خود میلر بود. این رساله در استفاده از طرح ریزی کروی دنبال شد و شروع آزمایشی در استفاده از نور پلاریزه برای توصیف کانی های شفاف داشت.